# Oncophorus bruntonii
Oncophorus bruntonii là một loài Rêu trong họ Dicranaceae. Loài này được (Sm.) Lindb. mô tả khoa học đầu tiên năm 1879.